# 顧長衛
顧 長衛 （グー・チャンウェイ、1957年12月12日 - ）は中華人民共和国陝西省西安出身の映画監督、撮影監督。

## 略歴
1978年北京電影学院撮影系に入学。張芸謀、陳凱歌、田壮壮などと同期。長く撮影監督をやっていたが、2003年に『孔雀 我が家の風景』で初監督をし、ベルリン映画祭で銀熊賞を受賞した。

## 主な作品

### 撮影
- （結婚、1983年）
- （海灘、1984年）
- （大明星、1985年）
- （神鞭、1986年）
- 子供たちの王様（孩子王、1987年）
- 紅いコーリャン（紅高粱、1987年）
- ハイジャック 台湾海峡緊急指令（代号"美洲豹"、1988年）
- 人生は琴の弦のように（辺走辺唱、1990年）
- 菊豆（菊豆、1992年）
- さらば、わが愛/覇王別姫（覇王別姫、1993年）
- （狭路英豪、1993年）
- （蘭陵王、1995年）
- 太陽の少年（陽光燦爛的日子、1995年）
- 相続人（The Gingerbread Man、1997年）（アメリカ映画）
- キャスティング・ディレクター（Hurlyburly、1998年）（アメリカ映画）
- 鬼が来た!（鬼子来了、1999年）
- オータム・イン・ニューヨーク（Autumn in New York、2000年）（アメリカ映画）

### 監督
- 孔雀 我が家の風景（孔雀、2003年）
- （立春、2007年）
- 最愛（最愛、2011年）